# Sergei Sergejewitsch Demidow

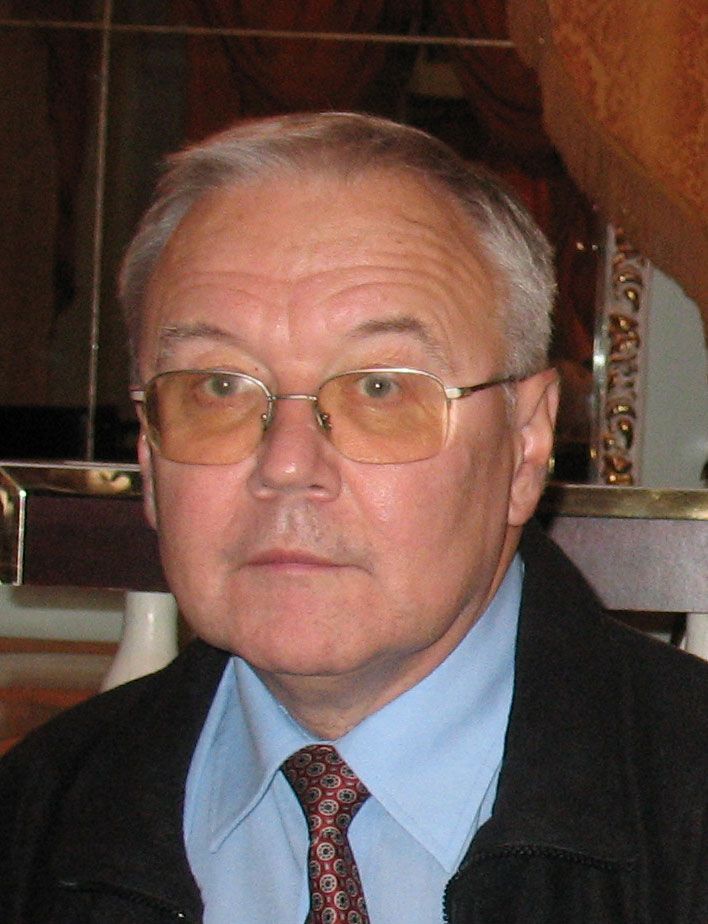
Sergei Sergejewitsch Demidow

Sergei Sergejewitsch Demidow (russisch Сергей Сергеевич Демидов; * 30. Dezember 1942 in Moskau) ist ein sowjetisch-russischer Mathematiker und Wissenschaftshistoriker.

## Leben
Demidows Vater war der Luftfahrtingenieur und Flieger S. A. Demidow (1909–1999). Demidow studierte an der Universität Moskau (MGU) in der Mechanisch-Mathematischen Fakultät (Mechmat) mit Abschluss 1964.
Nach der Aspirantur bei Stanislaw Nikolajewitsch Kruschkow verteidigte Demidow 1968 in dem nach Sergei Iwanowitsch Wawilow benannten Institut für Geschichte der Naturwissenschaft und Technik (IIJT) der Akademie der Wissenschaften der UdSSR (AN-SSSR, seit 1991 Russische Akademie der Wissenschaften (RAN)) mit Erfolg seine Dissertation über einige Probleme der Geschichte des Mathematik-Problems David Hilberts für die Promotion zum Kandidaten der physikalisch-mathematischen Wissenschaften.
1972 wurde Demidow Wissenschaftlicher Mitarbeiter des IIJT. 1987 übernahm Demidow die Leitung des Sektors für Geschichte der Mathematik des IIJT.
1989 verteidigte Demidow im Kiewer Institut für Mathematik der Akademie der Wissenschaften der Ukrainischen Sozialistischen Sowjetrepublik mit Erfolg seine Doktor-Dissertation über die Entwicklung der Theorie der Gewöhnlichen Differentialgleichungen von Augustin-Louis Cauchy bis zum Anfang des 20. Jahrhunderts für die Promotion zum Doktor der physikalisch-mathematischen Wissenschaften 1990.
Nach dem Tod Konstantin Alexejewitsch Rybnikows 2004 übernahm Demidow die Leitung des von Rybnikow gegründeten und geleiteten Kabinetts für Geschichte und Methodik der Mathematik und Mechanik der Mechmat der MGU.
2010 wurde Demidow Leiter der Abteilung für Geschichte der physikalisch-mathematischen Wissenschaften des IIJT der RAN.

## Mitgliedschaften
- Moskauer Mathematische Gesellschaft
- Académie internationale d’histoire des sciences (1997–2005 Vizepräsident, seit 2017 Präsident)[3][5]
- American Mathematical Society
- History of Science Society
- British Society for the History of Mathematics

## Schriften (Auswahl)
- N. V. Bougaiev et la création de l’école de Moscou de la théorie des fonctions d’une variable reelle. In: Menso Folkerts, Uta Lindgren (Hrsg.): Mathemata. Festschrift für Helmuth Gericke (= Boethius. Band 12). Steiner-Verlag-Wiesbaden, Stuttgart 1985, ISBN 3-515-04324-1, S. 651–673.
- Der philosophische Kontext der Herausbildung der Moskauer funktionentheoretischen Schule. In: NTM. Band 25, Nr. 2, 1988, ISSN 0036-6978, S. 25–31.
- On an Early History of the Moscow School of theory of functions. In: Philosophia Mathematica. Serie 2, Band 3, Nr. 1, 1988, S. 29–35, doi:10.1093/philmat/s2-3.1.29.
- La revue Matematicheskii Sbornik dans les annees 1866–1935. In: Elena Ausejo, Mariano Hormigon (Hrsg.): Messengers of Mathematics: European Mathematical Journals (1800–1946). Siglo XXI de España Editores, Madrid u. a. 1993, ISBN 84-323-0802-1, S. 235–256.
- D. F. Egorov and mathematics in Moscow (1917–1931). In: Algorismus. Studien zur Geschichte der Mathematik und der Naturwissenschaften. Heft 13, 1994, ISSN 1863-4982, S. 333–346.
- О математике в творчестве П.А. Флоренского. In: Michael Hagemeister, Nina Kauchtschischwili (Hrsg.): П. А. Флоренский и культура его времени. = P. A. Florenskij e la cultura della sua epoca. Atti del Convegno Internazionale, Università degli Studi di Bergamo, 10–14 gennaio 1988. Blaue-Hörner-Verlag, Marburg 1995, ISBN 3-926385-85-5, S. 171–184.
- Where is the meeting place of philosophical influence on mathematics? An exemple taken from the history of mathematics in Russia. In: Elena Ausejo, Mariano Hormigon (Hrsg.): Paradigms and Mathematics. Siglo XXI de España Editores, Madrid u. a. 1996, ISBN 84-323-0921-4, S. 283–288.
- mit Charles E. Ford: N. N. Luzin and the Affair of the ‘National Fascist Center’. In: Joseph W. Dauben, Menso Folkerts, Eberhard Knobloch, Hans Wußing (Hrsg.): History of Mathematics. States of the Art. Flores quadrivii – Studies in Honor of Christoph J. Scriba. Acad. Press, San Diego CA u. a. 1996, ISBN 0-12-204055-4, S. 137–148.